# Ёкубов, Курбонали
Курбонали Ёкубов (тадж. Қурбоналӣ Ёқубов; род. 5 октября 1949, Душанбе, Таджикская ССР, СССР) — советский и таджикский музыкант, композитор и педагог, народный артист Таджикистана (2010).

## Биография
Родился 5 октября 1949 года в Душанбе, Шахринавский район, Таджикская ССР, СССР. В 1968 году окончил Душанбинское музыкальное училище, а в 1973 году — художественный факультет Таджикского государственного педагогического университета имени С. Айни, где уже в студенческие годы стал давать уроки игры на флейте. 
С 1973 года стал преподавать в Таджикском государственном институте культуры и искусств имени Мирзо Турсунзаде, а позднее на некоторое время становился членом ансамблей «Гульшан» и «Зебо». Вместе с ними он совершил несколько творческих поездок в Австрию, Сирию, Таиланд, Румынию и другие страны мира. В 1988 году ему было присвоено звание заслуженного деятеля искусств Таджикской ССР, а в 2010 году — звание народного артиста Республики Таджикистан. Кроме того, он является кавалером ордена «Шараф».

## Награды
- Кавалер ордена «Шараф»
- 2010 — Народный артист Республики Таджикистан
- 1988 — Заслуженный деятель искусств Таджикской ССР